# Liste der Baudenkmäler in Sarntal
Die Liste der Baudenkmäler in Sarntal (italienisch Sarentino) enthält die 75 als Baudenkmäler ausgewiesenen Objekte auf dem Gebiet der Gemeinde Sarntal in Südtirol.
Basis ist das im Internet einsehbare offizielle Verzeichnis der Baudenkmäler in Südtirol. Dabei kann es sich beispielsweise um Sakralbauten, Wohnhäuser, Bauernhöfe und Adelsansitze handeln. Die Reihenfolge in dieser Liste orientiert sich an der Bezeichnung, alternativ ist sie auch nach der Adresse oder dem Datum der Unterschutzstellung sortierbar.

## Liste
| Foto |                 | Bezeichnung                                                                        | Standort                     | Eintragung                   | Beschreibung | Metadaten                                                                        |
| ---- | --------------- | ---------------------------------------------------------------------------------- | ---------------------------- | ---------------------------- | --- | -------------------------------------------------------------------------------- |
| ja   | Datei hochladen | Adam in Nordheim ID: 17166                                                         | 46° 39′ 31″ N, 11° 21′ 34″ O | 24. Aug. 1987 (BLR-LAB 5083) | Ländliches Wohnhaus/Bauernhof | KG: Sarntal Bauparzelle: 534                                                     |
| BW   | Datei hochladen | Aigmann in Öttenbach ID: 17175                                                     | 46° 39′ 25″ N, 11° 20′ 35″ O | 24. Aug. 1987 (BLR-LAB 5083) | Ländliches Wohnhaus/Bauernhof | KG: Sarntal Bauparzelle: 689                                                     |
| BW   | Datei hochladen | Angerhaus ID: 17144                                                                | 46° 38′ 31″ N, 11° 21′ 3″ O  | 19. Aug. 1950 (MD)           | Ansitz | KG: Sarntal Bauparzelle: 206                                                     |
| ja   | Datei hochladen | Antoniuskapelle beim Gisser ID: 17190                                              | 46° 45′ 21″ N, 11° 21′ 50″ O | 24. Aug. 1987 (BLR-LAB 5083) | Kapelle | KG: Sarntal Bauparzelle: 1068                                                    |
| ja   | Datei hochladen | Apotheke ID: 17132                                                                 | 46° 38′ 34″ N, 11° 21′ 23″ O | 19. Aug. 1950 (MD)           | Ländliches Wohnhaus/Bauernhof | KG: Sarntal Bauparzelle: 26                                                      |
| BW   | Datei hochladen | Ausser- und Hintermurr in Pens ID: 18198                                           | 46° 46′ 43″ N, 11° 23′ 38″ O | 11. Jan. 1993 (BLR-LAB 64)   | Ländliches Wohnhaus/Bauernhof | KG: Sarntal Bauparzelle: 1174/1, 1174/2                                          |
| BW   | Datei hochladen | Baur auf Kandelsberg ID: 17174                                                     | 46° 40′ 53″ N, 11° 21′ 47″ O | 24. Aug. 1987 (BLR-LAB 5083) | Ländliches Wohnhaus/Bauernhof | KG: Sarntal Bauparzelle: 652                                                     |
| BW   | Datei hochladen | Beim Boten in Stet ID: 17151                                                       | 46° 38′ 4″ N, 11° 21′ 48″ O  | 24. Aug. 1987 (BLR-LAB 5083) | Ländliches Wohnhaus/Bauernhof | KG: Sarntal Bauparzelle: 251                                                     |
| BW   | Datei hochladen | Bremstall in Putzen ID: 17153                                                      | 46° 38′ 4″ N, 11° 20′ 38″ O  | 24. Aug. 1987 (BLR-LAB 5083) | Ländliches Wohnhaus/Bauernhof | KG: Sarntal Bauparzelle: 288                                                     |
| ja   | Datei hochladen | Deutschordensschwesternhaus ID: 17134                                              | 46° 38′ 30″ N, 11° 21′ 21″ O | 24. Aug. 1987 (BLR-LAB 5083) | Kloster | KG: Sarntal Bauparzelle: 3587, 36                                                |
| BW   | Datei hochladen | Erschbamgütl mit Wirtschaftsgebäude ID: 17143                                      | 46° 38′ 31″ N, 11° 21′ 13″ O | 24. Aug. 1987 (BLR-LAB 5083) | Ländliches Wohnhaus/Bauernhof | KG: Sarntal Bauparzelle: 202, 203                                                |
| BW   | Datei hochladen | Fiechter ID: 17156                                                                 | 46° 37′ 10″ N, 11° 22′ 33″ O | 24. Aug. 1987 (BLR-LAB 5083) | Ländliches Wohnhaus/Bauernhof | KG: Sarntal Bauparzelle: 338/1                                                   |
| ja   | Datei hochladen | Gasthof zum Hirschen ID: 17135                                                     | 46° 38′ 31″ N, 11° 21′ 28″ O | 19. Aug. 1950 (MD)           | Gasthaus | KG: Sarntal Bauparzelle: 46                                                      |
| BW   | Datei hochladen | Geirerdiktlgut ID: 17196                                                           | 46° 46′ 41″ N, 11° 24′ 6″ O  | 24. Aug. 1987 (BLR-LAB 5083) | Ländliches Wohnhaus/Bauernhof | KG: Sarntal Bauparzelle: 1188                                                    |
| ja   | Datei hochladen | Gerichtshaus ID: 17137                                                             | 46° 38′ 33″ N, 11° 21′ 29″ O | 12. Juni 1967 (MD)           | Ländliches Wohnhaus/Bauernhof | KG: Sarntal Bauparzelle: 63, 66 Grundparzelle: 61, 8370/2                        |
| BW   | Datei hochladen | Guggenhaus ID: 17184                                                               | 46° 41′ 16″ N, 11° 25′ 13″ O | 24. Aug. 1987 (BLR-LAB 5083) | Ländliches Wohnhaus/Bauernhof | KG: Sarntal Bauparzelle: 913                                                     |
| BW   | Datei hochladen | Hamann in Aberstückl ID: 17180                                                     | 46° 43′ 59″ N, 11° 20′ 8″ O  | 24. Aug. 1987 (BLR-LAB 5083) | Ländliches Wohnhaus/Bauernhof | KG: Sarntal Bauparzelle: 744                                                     |
| ja   | Datei hochladen | Heiligkreuz in Putzen ID: 17154                                                    | 46° 37′ 27″ N, 11° 20′ 4″ O  | 24. Aug. 1987 (BLR-LAB 5083) | Kapelle | KG: Sarntal Bauparzelle: 291                                                     |
| BW   | Datei hochladen | Heiss ID: 17191                                                                    | 46° 45′ 49″ N, 11° 21′ 57″ O | 24. Aug. 1987 (BLR-LAB 5083) | Ländliches Wohnhaus/Bauernhof | KG: Sarntal Bauparzelle: 1081                                                    |
| BW   | Datei hochladen | Hofer in Öttenbach ID: 17176                                                       | 46° 39′ 25″ N, 11° 20′ 32″ O | 24. Aug. 1987 (BLR-LAB 5083) | Ländliches Wohnhaus/Bauernhof | KG: Sarntal Bauparzelle: 691                                                     |
| BW   | Datei hochladen | Kapelle auf Gebrack ID: 17202                                                      | 46° 42′ 13″ N, 11° 21′ 3″ O  | 24. Aug. 1987 (BLR-LAB 5083) | Einfache Kapelle aus dem 18./19. Jahrhundert | KG: Sarntal Grundparzelle: 5274                                                  |
| ja   | Datei hochladen | Kapelle beim Trattmann ID: 17201                                                   | 46° 41′ 54″ N, 11° 25′ 0″ O  | 24. Aug. 1987 (BLR-LAB 5083) | Kapelle | KG: Sarntal Bauparzelle: 1924                                                    |
| ja   | Datei hochladen | Kapelle im Bergwerk ID: 17189                                                      | 46° 44′ 40″ N, 11° 21′ 18″ O | 24. Aug. 1987 (BLR-LAB 5083) | Kapelle | KG: Sarntal Bauparzelle: 1048/3                                                  |
| ja   | Datei hochladen | Kapelle in Asten ID: 17200                                                         | 46° 47′ 37″ N, 11° 26′ 24″ O | 24. Aug. 1987 (BLR-LAB 5083) | Kapelle | KG: Sarntal Bauparzelle: 1252                                                    |
| ja   | Datei hochladen | Kellerburg ID: 17141                                                               | 46° 38′ 43″ N, 11° 21′ 27″ O | 6. Juli 1965 (MD)            | Ansitz | KG: Sarntal Bauparzelle: 133/1, 133/2, 2482, 2483 Grundparzelle: 152, 153, 155/1 |
| ja   | Datei hochladen | Kernkapelle ID: 17199                                                              | 46° 46′ 56″ N, 11° 25′ 13″ O | 24. Aug. 1987 (BLR-LAB 5083) | Kapelle | KG: Sarntal Bauparzelle: 1237                                                    |
| ja   | Datei hochladen | Kränzelstein ID: 17138                                                             | 46° 38′ 36″ N, 11° 21′ 33″ O | 19. Aug. 1950 (MD)           | Burg/Schloss | KG: Sarntal Bauparzelle: 77 Grundparzelle: 59/3                                  |
| ja   | Datei hochladen | Mair am Grafen ID: 17140                                                           | 46° 38′ 42″ N, 11° 21′ 24″ O | 19. Aug. 1950 (MD)           | Ländliches Wohnhaus/Bauernhof | KG: Sarntal Bauparzelle: 132/1, 132/2                                            |
| BW   | Datei hochladen | Mair in der Wiesen mit Mühle in Glern ID: 17164                                    | 46° 39′ 9″ N, 11° 21′ 24″ O  | 24. Aug. 1987 (BLR-LAB 5083) | Ländliches Wohnhaus/Bauernhof; die Mühle befindet sich etwas südlich auf 46° 39′ 7,2″ N, 11° 21′ 23,2″ O. | KG: Sarntal Bauparzelle: 509, 510/2                                              |
| ja   | Datei hochladen | Maria Einsiedeln in der Dick ID: 17157                                             | 46° 36′ 52″ N, 11° 22′ 27″ O | 24. Aug. 1987 (BLR-LAB 5083) | Kirche | KG: Sarntal Bauparzelle: 345                                                     |
| BW   | Datei hochladen | Marienkapelle ID: 17187                                                            | 46° 44′ 9″ N, 11° 26′ 0″ O   | 24. Aug. 1987 (BLR-LAB 5083) | Kapelle | KG: Sarntal Bauparzelle: 1004                                                    |
| ja   | Datei hochladen | Marienkapelle in Weißenbach ID: 17194                                              | 46° 46′ 16″ N, 11° 22′ 2″ O  | 24. Aug. 1987 (BLR-LAB 5083) | Kapelle | KG: Sarntal Bauparzelle: 1094                                                    |
| ja   | Datei hochladen | Mesnergütl in Nordheim ID: 17204                                                   | 46° 39′ 34″ N, 11° 21′ 43″ O | 24. Aug. 1987 (BLR-LAB 5083) | Ländliches Wohnhaus/Bauernhof | KG: Sarntal Bauparzelle: 554                                                     |
| ja   | Datei hochladen | Mitterbäck ID: 17139                                                               | 46° 38′ 37″ N, 11° 21′ 26″ O | 19. Aug. 1950 (MD)           | Ländliches Wohnhaus/Bauernhof | KG: Sarntal Bauparzelle: 103                                                     |
| ja   | Datei hochladen | Morgenstätter mit Annakapelle ID: 17162                                            | 46° 38′ 19″ N, 11° 23′ 5″ O  | 24. Aug. 1987 (BLR-LAB 5083) | Ländliches Wohnhaus/Bauernhof | KG: Sarntal Bauparzelle: 455, 456                                                |
| BW   | Datei hochladen | Moser in Stet ID: 17146                                                            | 46° 37′ 57″ N, 11° 21′ 39″ O | 19. Aug. 1950 (MD)           | Ländliches Wohnhaus/Bauernhof | KG: Sarntal Bauparzelle: 233                                                     |
| ja   | Datei hochladen | Mühle beim Winkl zu Fuesberg ID: 17171                                             | 46° 40′ 9″ N, 11° 21′ 57″ O  | 24. Aug. 1987 (BLR-LAB 5083) | Mühle | KG: Sarntal Bauparzelle: 626                                                     |
| BW   | Datei hochladen | Nagler (Oberhinterfreisinger) ID: 17193                                            | 46° 46′ 15″ N, 11° 22′ 1″ O  | 24. Aug. 1987 (BLR-LAB 5083) | Ländliches Wohnhaus/Bauernhof | KG: Sarntal Bauparzelle: 1088                                                    |
| BW   | Datei hochladen | Niederhauser ID: 17149                                                             | 46° 38′ 16″ N, 11° 21′ 42″ O | 24. Aug. 1987 (BLR-LAB 5083) | Ländliches Wohnhaus/Bauernhof | KG: Sarntal Bauparzelle: 246                                                     |
| BW   | Datei hochladen | Nissl mit Mühle ID: 17178                                                          | 46° 41′ 9″ N, 11° 20′ 53″ O  | 24. Aug. 1987 (BLR-LAB 5083) | Ländliches Wohnhaus/Bauernhof; die Mühle befindet sich auf 46° 41′ 10,9″ N, 11° 20′ 51,2″ O | KG: Sarntal Bauparzelle: 720, 721                                                |
| ja   | Datei hochladen | Pfarrkirche Mariä Himmelfahrt mit Friedhof ID: 17130                               | 46° 38′ 35″ N, 11° 21′ 22″ O | 24. Aug. 1987 (BLR-LAB 5083) | Kirche | KG: Sarntal Bauparzelle: 1 Grundparzelle: 1/2                                    |
| ja   | Datei hochladen | Pfarrkirche St. Martin mit Friedhofskapelle und Friedhof in Reinswald ID: 17183    | 46° 41′ 19″ N, 11° 25′ 0″ O  | 24. Aug. 1987 (BLR-LAB 5083) | Kirche | KG: Sarntal Bauparzelle: 893, 894 Grundparzelle: 5748                            |
| ja   | Datei hochladen | Pfarrkirche St. Nikolaus mit Friedhofskapelle und Friedhof in Durnholz ID: 17186   | 46° 44′ 23″ N, 11° 26′ 21″ O | 24. Aug. 1987 (BLR-LAB 5083) | Kirche | KG: Sarntal Bauparzelle: 994 Grundparzelle: 6454                                 |
| ja   | Datei hochladen | Pfarrkirche St. Peter und Paul mit Friedhofskapelle und Friedhof in Pens ID: 17197 | 46° 46′ 50″ N, 11° 24′ 54″ O | 24. Aug. 1987 (BLR-LAB 5083) | Kirche | KG: Sarntal Bauparzelle: 1223, 2079 Grundparzelle: 7006                          |
| ja   | Datei hochladen | Pfarrwidum ID: 17133                                                               | 46° 38′ 34″ N, 11° 21′ 20″ O | 22. Jan. 1990 (BLR-LAB 248)  | Widum/Kanonikerhaus | KG: Sarntal Bauparzelle: 27/1                                                    |
| ja   | Datei hochladen | Platzmann ID: 17147                                                                | 46° 38′ 29″ N, 11° 21′ 28″ O | 19. Aug. 1950 (MD)           | Ländliches Wohnhaus/Bauernhof | KG: Sarntal Bauparzelle: 241                                                     |
| BW   | Datei hochladen | Ploner ID: 17188                                                                   | 46° 44′ 42″ N, 11° 21′ 33″ O | 24. Aug. 1987 (BLR-LAB 5083) | Ländliches Wohnhaus/Bauernhof | KG: Sarntal Bauparzelle: 1035/1                                                  |
| ja   | Datei hochladen | Raiffeisenkassegebäude ID: 17131                                                   | 46° 38′ 34″ N, 11° 21′ 25″ O | 19. Aug. 1950 (MD)           | Gasthaus | KG: Sarntal Bauparzelle: 14/1                                                    |
| ja   | Datei hochladen | Reinegg ID: 17163                                                                  | 46° 38′ 27″ N, 11° 21′ 50″ O | 19. Aug. 1950 (MD)           | Burg/Schloss | KG: Sarntal Bauparzelle: 462                                                     |
| BW   | Datei hochladen | Ribner auf Agratsberg ID: 17182                                                    | 46° 41′ 13″ N, 11° 23′ 32″ O | 24. Aug. 1987 (BLR-LAB 5083) | Ländliches Wohnhaus/Bauernhof | KG: Sarntal Bauparzelle: 841                                                     |
| ja   | Datei hochladen | Rohrer in Rungg ID: 17145                                                          | 46° 38′ 24″ N, 11° 21′ 14″ O | 19. Aug. 1950 (MD)           | Ländliches Wohnhaus/Bauernhof | KG: Sarntal Bauparzelle: 220                                                     |
| BW   | Datei hochladen | Ruebmühle in Dick ID: 17155                                                        | 46° 37′ 34″ N, 11° 21′ 59″ O | 24. Aug. 1987 (BLR-LAB 5083) | Mühle | KG: Sarntal Bauparzelle: 325                                                     |
| BW   | Datei hochladen | Sallmann ID: 17179                                                                 | 46° 41′ 41″ N, 11° 20′ 43″ O | 24. Aug. 1987 (BLR-LAB 5083) | Ländliches Wohnhaus/Bauernhof | KG: Sarntal Bauparzelle: 724                                                     |
| ja   | Datei hochladen | Samer in Rungg ID: 17142                                                           | 46° 38′ 29″ N, 11° 21′ 15″ O | 24. Aug. 1987 (BLR-LAB 5083) | Ländliches Wohnhaus/Bauernhof | KG: Sarntal Bauparzelle: 196                                                     |
| ja   | Datei hochladen | Schussbrugg in Astfeld ID: 17170                                                   | 46° 40′ 4″ N, 11° 21′ 56″ O  | 24. Aug. 1987 (BLR-LAB 5083) | Ländliches Wohnhaus/Bauernhof | KG: Sarntal Bauparzelle: 625                                                     |
| BW   | Datei hochladen | Siebenpfarrer ID: 17159                                                            | 46° 35′ 51″ N, 11° 23′ 6″ O  | 24. Aug. 1987 (BLR-LAB 5083) | Ländliches Wohnhaus/Bauernhof | KG: Sarntal Bauparzelle: 408                                                     |
| ja   | Datei hochladen | St. Bartholomäus in Aberstückl ID: 17181                                           | 46° 43′ 35″ N, 11° 19′ 59″ O | 24. Aug. 1987 (BLR-LAB 5083) | Kirche | KG: Sarntal Bauparzelle: 762                                                     |
| ja   | Datei hochladen | St. Cyprian mit Umfriedung ID: 17136                                               | 46° 38′ 31″ N, 11° 21′ 29″ O | 24. Aug. 1987 (BLR-LAB 5083) | Kirche | KG: Sarntal Bauparzelle: 51                                                      |
| ja   | Datei hochladen | St. Erasmus in Astfeld ID: 17168                                                   | 46° 40′ 0″ N, 11° 21′ 57″ O  | 24. Aug. 1987 (BLR-LAB 5083) | Kirche | KG: Sarntal Bauparzelle: 585                                                     |
| ja   | Datei hochladen | St. Johannes Baptist im Wald ID: 17195                                             | 46° 46′ 32″ N, 11° 23′ 1″ O  | 24. Aug. 1987 (BLR-LAB 5083) | Kirche | KG: Sarntal Bauparzelle: 1161                                                    |
| ja   | Datei hochladen | St. Nikolaus mit Friedhof in Nordheim ID: 17167                                    | 46° 39′ 33″ N, 11° 21′ 43″ O | 24. Aug. 1987 (BLR-LAB 5083) | Kirche | KG: Sarntal Bauparzelle: 552 Grundparzelle: 3136/3, 3136/4                       |
| ja   | Datei hochladen | St. Valentin auf Kandelsberg ID: 17173                                             | 46° 40′ 31″ N, 11° 22′ 9″ O  | 24. Aug. 1987 (BLR-LAB 5083) | Kirche | KG: Sarntal Bauparzelle: 648                                                     |
| BW   | Datei hochladen | Stofen ID: 17150                                                                   | 46° 38′ 9″ N, 11° 21′ 53″ O  | 19. Aug. 1950 (MD)           | Ländliches Wohnhaus/Bauernhof | KG: Sarntal Bauparzelle: 247                                                     |
| BW   | Datei hochladen | Stofner in Öttenbach ID: 17177                                                     | 46° 39′ 34″ N, 11° 19′ 20″ O | 24. Aug. 1987 (BLR-LAB 5083) | Ländliches Wohnhaus/Bauernhof | KG: Sarntal Bauparzelle: 709                                                     |
| BW   | Datei hochladen | Stuefer in Glern ID: 17165                                                         | 46° 39′ 57″ N, 11° 21′ 24″ O | 24. Aug. 1987 (BLR-LAB 5083) | Ländliches Wohnhaus/Bauernhof | KG: Sarntal Bauparzelle: 518                                                     |
| BW   | Datei hochladen | Stuefer in Riedelsberg ID: 17161                                                   | 46° 37′ 59″ N, 11° 22′ 56″ O | 24. Aug. 1987 (BLR-LAB 5083) | Ländliches Wohnhaus/Bauernhof | KG: Sarntal Bauparzelle: 448                                                     |
| BW   | Datei hochladen | Sturm ID: 17192                                                                    | 46° 46′ 17″ N, 11° 21′ 59″ O | 23. Aug. 1988 (BLR-LAB 5425) | Ländliches Wohnhaus/Bauernhof | KG: Sarntal Bauparzelle: 1086                                                    |
| BW   | Datei hochladen | Stürmer in Niederwangen ID: 17158                                                  | 46° 34′ 41″ N, 11° 22′ 56″ O | 24. Aug. 1987 (BLR-LAB 5083) | Ländliches Wohnhaus/Bauernhof | KG: Sarntal Bauparzelle: 395                                                     |
| BW   | Datei hochladen | Tratter in Stet ID: 17152                                                          | 46° 37′ 58″ N, 11° 22′ 13″ O | 24. Aug. 1987 (BLR-LAB 5083) | Ländliches Wohnhaus/Bauernhof | KG: Sarntal Bauparzelle: 256                                                     |
| BW   | Datei hochladen | Trienbach ID: 17169                                                                | 46° 40′ 37″ N, 11° 23′ 5″ O  | 24. Aug. 1987 (BLR-LAB 5083) | Ländliches Wohnhaus/Bauernhof | KG: Sarntal Bauparzelle: 600                                                     |
| BW   | Datei hochladen | Unter-Weifen ID: 17185                                                             | 46° 42′ 33″ N, 11° 24′ 51″ O | 23. Aug. 1988 (BLR-LAB 5425) | Ländliches Wohnhaus/Bauernhof | KG: Sarntal Bauparzelle: 946                                                     |
| BW   | Datei hochladen | Untersauleg in Kandelsberg ID: 17172                                               | 46° 40′ 45″ N, 11° 21′ 26″ O | 24. Aug. 1987 (BLR-LAB 5083) | Ländliches Wohnhaus/Bauernhof | KG: Sarntal Bauparzelle: 639                                                     |
| BW   | Datei hochladen | Wacker in Stet ID: 17148                                                           | 46° 38′ 28″ N, 11° 21′ 42″ O | 24. Aug. 1987 (BLR-LAB 5083) | Ländliches Wohnhaus/Bauernhof | KG: Sarntal Bauparzelle: 243                                                     |
| ja   | Datei hochladen | Widumgut (Hof am Ort) und Widum in Pens ID: 17198                                  | 46° 46′ 52″ N, 11° 24′ 54″ O | 24. Aug. 1987 (BLR-LAB 5083) | Widumgut: gemauertes Gebäude mit spätgotischer Bausubstanz und Rundbogentür; Widum: in historisierenden Formen um 1880 erbaut mit Putzdekor an der Fassade; die nebenstehenden Geokoordinaten beziehen sich auf das Widumgut; das Widum befindet sich gleich daneben auf 46° 46′ 51,4″ N, 11° 24′ 54,8″ O. | KG: Sarntal Bauparzelle: 1224                                                    |

Falls bei einem Baudenkmal keine Koordinaten bekannt sind, werden ersatzweise die Katasterdaten zum Zeitpunkt der Unterschutzstellung angegeben. Diese sind weder offiziell noch zwingend aktuell.
Die vom Landesdenkmalamt übernommenen Adressen können veraltet sein.
| Foto:   | Fotografie des Denkmals. Klicken des Fotos erzeugt eine vergrößerte Ansicht. Daneben finden sich zwei Symbole: |
| ID      | Identifikator beim Südtiroler Landesdenkmalamt                                                                 |
| KG      | Katastralgemeinde                                                                                              |
| MD      | Ministerialdekret                                                                                              |
| BLR-LAB | Beschluss der Landesregierung – Landesausschussbeschluss                                                       |

## Ehemalige Baudenkmäler
| Foto |                 | Bezeichnung                   | Standort                     | Eintragung                   | Beschreibung                                                                                       | Metadaten                    |
| ---- | --------------- | ----------------------------- | ---------------------------- | ---------------------------- | -------------------------------------------------------------------------------------------------- | ---------------------------- |
| BW   | Datei hochladen | Jöchler in Windlahn ID: 17160 | 46° 37′ 10″ N, 11° 23′ 56″ O | 24. Aug. 1987 (BLR-LAB 5083) | Bauernhof; durch einen Brand zerstört, Denkmalschutz mit BLR-LAB 248 vom 11. März 2014 aufgehoben. | KG: Sarntal Bauparzelle: 414 |

Falls bei einem Baudenkmal keine Koordinaten bekannt sind, werden ersatzweise die Katasterdaten zum Zeitpunkt der Unterschutzstellung angegeben. Diese sind weder offiziell noch zwingend aktuell.
Die vom Landesdenkmalamt übernommenen Adressen können veraltet sein.
| Foto:   | Fotografie des Denkmals. Klicken des Fotos erzeugt eine vergrößerte Ansicht. Daneben finden sich zwei Symbole: |
| ID      | Identifikator beim Südtiroler Landesdenkmalamt                                                                 |
| KG      | Katastralgemeinde                                                                                              |
| MD      | Ministerialdekret                                                                                              |
| BLR-LAB | Beschluss der Landesregierung – Landesausschussbeschluss                                                       |